# Jean-Claude Monod
Pour les articles homonymes, voir Monod.
Jean-Claude Monod, né le 4 novembre 1970 est un cinéaste et philosophe français.

## Biographie
Jean-Claude Monod, fils de l'ethnologue Jean Monod, est ancien élève de l'École normale supérieure (L1991), agrégé de philosophie et docteur en philosophie de l'université Paris X (2000).
En 1997, il est membre de la Mission d'étude des législations de la nationalité et de l'immigration dirigée par Patrick Weil, dont le rapport est remis au Premier Ministre Lionel Jospin.
Il est chercheur aux Archives Husserl, rattachées au Centre national de la recherche scientifique et enseigne au département de philosophie de l'ENS.
Spécialiste de philosophie allemande contemporaine et de philosophie politique, il est l'un des principaux introducteurs en France de la pensée du philosophe allemand Hans Blumenberg et de l'ensemble des débats concernant le paradigme de la sécularisation.
En 2013, il obtient la médaille de bronze du CNRS. La même année, il devient co-directeur avec Michaël Foessel de la collection "l'ordre philosophique" aux éditions du Seuil.
En mars 2017, il est invité à déjeuner par le président François Hollande, avec Olivier Dard, Nonna Mayer, Alexandre Dézé et Nicolas Lebourg, pour évoquer l'hypothèse d'une victoire de Marine Le Pen lors de l'élection présidentielle de 2017.

### Activités cinématographiques
Il a par ailleurs réalisé plusieurs courts métrages de cinéma et coréalisé avec l'écrivain Jean-Christophe Valtat un moyen-métrage (43 min), Augustine, 2003, sorti en salles en 2011, sur une patiente du professeur Charcot, avec Maud Forget et François Chattot.
En 2023, il réalise le long-métrage Un jour fille (1h31, Les Films d'ici, Dacor), sorti en salles le 8 main 2024, avec Marie Toscan, Iris Bry, Thibault de Montalembert, François Berléand, Isild Le Besco...

## Œuvres
- La querelle de la sécularisation, de Hegel à Blumenberg, Vrin, 2002, 2e édition avec une nouvelle postface 2012
- Hans Blumenberg, Belin, 2006
- Penser l'ennemi, affronter l'exception : réflexions critiques sur l'actualité de Carl Schmitt, La Découverte, 2006
- Sécularisation et laïcité, PUF, 2007
- Qu’est-ce qu’un chef en démocratie ? : politiques du charisme, Paris, Seuil, coll. « L'ordre philosophique », 2012, 310 p. ; réédition Points 2017
- L'Art de ne pas être trop gouverné, Seuil, 2019  (ISBN 978-2021428049)
- La Raison et la Colère. Un hommage philosophico-politique à Jacques Bouveresse, Seuil, 2022  (ISBN 978-2021509021)
- (co-éd. avec Émilie Tardivel), Dialectique du bien commun, Hermann, 2022  (ISBN 979-1037015297)
- (éd) Dictionnaire Claude Lévi-Strauss, Bouquins, 2022  (ISBN 978-2221220900) Prix littéraire de la Fondation Martine Aublet 2022.https://www.livreshebdo.fr/article/jean-claude-monod-remporte-le-prix-de-la-fondation-martine-aublet-2022